# Герцен, Эдуард Александрович
Эдуард Александрович Герцен (1877—1936) — бельгийский химик русского происхождения, который играл значительную роль в развитии физики и химии в XX веке.
Он сотрудничал с промышленником Эрнестом Сольве, и принял участие в первой, второй, четвёртой, пятой, шестой и седьмой Сольвеевской конференции.

## Биография
Эдуард Герцен родился в 1877 году; приходился внуком А. И. Герцену и сыном А. А. Герцену.
В 1902 году он опубликовал диссертацию на тему поверхностного натяжения.
В 1921 году он стал директором отдела физико-химических наук Института высших исследований (Institut des Hautes Études de Belgique).
В 1924 году Э. Герцен в сотрудничестве с физиком Хенриком Лоренцем опубликовал ноту в Парижскую академию наук «Отчеты о энергии и массе после Эрнеста Сольве». В том же году он написал популярную книгу «La Relativité d’Einstein», опубликованной издательством Новой библиотеки Лозанны.
Эдуард Герцен умер в 1936 году.